# Плюсна
Плюсна́ (лат. metatarsus) — средний отдел стопы у позвоночных, расположенный между предплюсной и пальцами. Как правило, состоит из трубчатых костей, числом равных числу пальцев. Однако у птиц и некоторых динозавров кости плюсны срослись, образуя цевку.
У человека скелет плюсны состоит из пяти трубчатых костей, которые находятся между костями предплюсны и фалангами пальцев. Аналогичны пястным костям.